# 田江岑子
田江 岑子（たえ みねこ、1925年（大正14年） 3月15日- ）は日本の歌人。岩手県宮古市出身で盛岡市に在住。

## 略歴
1925年岩手県川井村(現在の宮古市西部)に生まれる。結婚後は盛岡に住む。1961年、新墾社に入社。1973年、未来短歌会に入会。1974年、『北宴』文学会の復刊に参加。1982年、『岬』創刊に参加。1984年、季刊個人誌『淼』を発刊し、1988年に終刊。翌1989年、季刊個人誌『漨』を発刊、1994年に終刊。1982年、第28回角川短歌賞に応募し、474人中の34人の候補に残る。

## 歌風、作品論
第一歌集『美しと思う花いくつ覚えしか』の刊行は著者50歳の時。近藤芳美は「彼女の作品を私以外のもっと広い歌壇の評価に委ねてみたいひそかな気持があった」「縹緲とし、一種妖艶な世界を影のようにさまようかに見えながら、うたい告げているものは、それとはちがったものなのであろう」「縹緲としてとらえどこらがない。何をして生きている人なのか、どのような境涯の人なのか」と評した。また、川村杳平は「著者は現実の一部を切り取って、歌を作るのではない。自然諷詠や日常生活の感慨を歌に託す姿勢は、嫌悪している。これら伝統的作歌方法とは、最初から最も遠い地点に佇ち、歌を創作することによって、歌の中に己の分身を創造しようと試みた」と評し、その歌は一見難解であっても、難解な歌ではないと論じた。さらに川村は、第一歌集によって歌われている愛の対象はいったい誰であるのかという問題に関して、その対象は父とも誰とも特定できないとして、「重要なのは、歌そのものを差し出した一点にある。短歌作品に己の恋情を剥製化すること、田江岑子の希有な情熱は異性よりは詩性に注がれた」と論じた。
なお、第一および第二歌集『真赤な夕陽を砕く』は限定出版であり、和紙袋綴じの背絹張りの造本。特に第二歌集は毛筆自筆木版二色刷りの装幀である。
第三歌集『鑿を研ぐ泉』は1978年1月、短歌新聞社より刊行。川村杳平は「定型の調べもなめらかな、品格をそなえた歌である」と評し、女流短歌集団の中の幻想・象徴派に属すると位置付けている。
第四歌集『われやみちのく』は雁書館より刊行。巻末には増谷龍三による「田江岑子作品論 自然の吟遊詩人」が収められている。川村は「第3歌集までと異なり3年半という短い制作期間の作物だけに、田江の短歌作者としての特徴が凝縮され、濃厚な血液が一気に噴き出したような衝撃がある。昭和56（1981）年頃のもっとも脂の乗り切った時期と見てよい」と評した。
第五歌集『紫陽花や杏子あやめの雨の日日』の巻末にも同じく増谷龍三による「田江岑子作品論 水と死と愛」が収められている。
第十歌集『北上山地 夢見さす詩歌』は砂子屋書房による刊行。田江の生家に近い北上山地は田江にとって原風景であり、北上山地の自然や人々をおもにとりあげている。その作品は「人生経験と鋭敏な感性に裏打ちされ、生死のありようを問うた作品群が味わい深い」と評され、さらに、
- 亡きひとの魂よみがえり池にあそぶ鴨を鳴かせてわたしを呼べる　　『北上山地 夢見さす詩歌』

といった作者の死生観を反映させた作品や、震災詠なども印象深いとされた。後書きでは「今更ながら、詩歌でしかないものに改めて付け加える言葉は浮かんで参りません」と述べるなど、短歌を「私の全霊」と主張する田江の人柄が示されている。
また、歌人のさいかち真は、田江には「夢見がちな浪漫的」な資質があるとして、
- 呼ぶに似る方ふり向くや岩間よりしたたる水の独り言なる　　『北上山地 夢見さす詩歌』
- 何とした大夕焼けか落ち水のほそき嗚咽のとどかぬ彼方　　同

といった作品を挙げて、これらは作者の郷土愛から生まれた作品であり、この歌集には自然物に向き合う際の感受性が「年齢を感じさせない至純の調べ」として定着していると評した。さらに、
- 氷河期の北上山地へさかのぼる翼ならずや彼の山吹雪　　『北上山地 夢見さす詩歌』
- 水色の母の空見ゆ　ついてくる枯れ葉の音にふり返るたび　　同

といった作品を踏まえて、一瞬を「永遠と等しいもの」として感受する心、自然を歌うことが自ずと挽歌に歌うことに通じる心を目ざす作者の姿勢を指摘している。
1992年には評伝『蛍観る人 小田観蛍』を出版。田江の師の一人は小田観螢であるが本書は単に作品のみだけで小田を評したわけではなく、小田の実際の足跡を丹念に訪ねることで師を探ろうとしている。
1996年に出版した『宮沢賢治の歌』近代文芸社刊は宮沢賢治についての歌論集である。宮沢賢治の詩や童話は評価が定まっているが、短歌ではまだその評価が定まってはいない。宮沢賢治と同郷の田江は宮沢賢治の短歌について論じている。
上述のように、田江は歌人としてはかなり多数の書籍を出版している人物であり、岡井隆はこのことに触れ「評価のかなり分かれる」人物であると述べている。

## 著書

### 歌集
- 『歌集 美しと思う花いくつ覚えしか』、1975年6月、緑の笛豆本の会
- 『田江岑子歌集 真赤な夕陽を砕く』、1977年6月、緑の笛豆本の会
- 『鑿を研ぐ泉　田江岑子歌集』、1978年1月、短歌新聞社
- 『われやみちのく 田江岑子歌集』、1981年7月、雁書館
- 『田江岑子歌集 紫陽花や杏子あやめの雨の日日』、1988年6月、緑の笛豆本の会
- 『落下の意味を問う秋』、1993年9月、近代文藝社
- 『田江岑子集 水色の衣装』、1999年5月、近代文芸社
- 『水源地 田江岑子歌集』、2003年7月、ながらみ書房
- 『田江岑子全歌集（自筆上・下巻）』、2005年5月、杜若庵
- 『水のノート』、2005年7月、美研インターナショナル
- 『アクア』、2005年8月、美研インターナショナル （五名の著者によるアンロソジー）
- 『歌集 北上山地』、2008年3月、美研インターナショナル
- 『北上山地 夢見さす詩歌 田江岑子歌集』、2012年11月、砂子屋書房

### 評伝
- 『蛍観る人 小田観蛍 岩手における足跡』、1992年2月、杜若庵

### 歌論集
- 『宮沢賢治の歌 心象風景のフラグメント』、1996年5月、近代文芸社

### 共著
- 『現代詩歌精選茜色 』2006年6月、美研インターナショナル

## 脚註
1. 1 2  日外アソシエーツ『新訂現代日本人名録2002』第三巻、2002年、日外アソシエーツ、p.44
2. 1 2  朝日新聞2008年4月19日岩手県全県版30面
3. 1 2  田江岑子 著『水色の衣装』1999年、近代文芸社、奥付
4. ↑  『美しと思う花いくつ覚えしか』の序文
5. 1 2 3  川村杳平『鬼古里の賦 川村杳平俳人歌人論集』、2012年7月、コールサック社
6. ↑  河北新報ブックレビュー
7. ↑  「詩客」日めくり詩歌 短歌 さいかち真(2012/11/06)
8. ↑  三木与志夫「田江岑子『小田観蛍』」書評、『短歌現代』16巻6号(通号182)、1992年、短歌新聞社、p.148
9. ↑  毎日新聞1996年11月17日東京朝刊18面
10. ↑  「第15回現代短歌評論賞選考座談会」、『短歌研究』54巻10号、1997年、短歌研究社